# Anser anser
El ánsar común (Anser anser), ganso común u oca común, es una especie de ave anseriforme de la familia Anatidae autóctona de Eurasia y el norte de África. Esta especie es el ancestro silvestre de las ocas domésticas de Europa. Los gansos domésticos se han asilvestrado y extendido en otras partes del mundo, como en Australia.

## Descripción

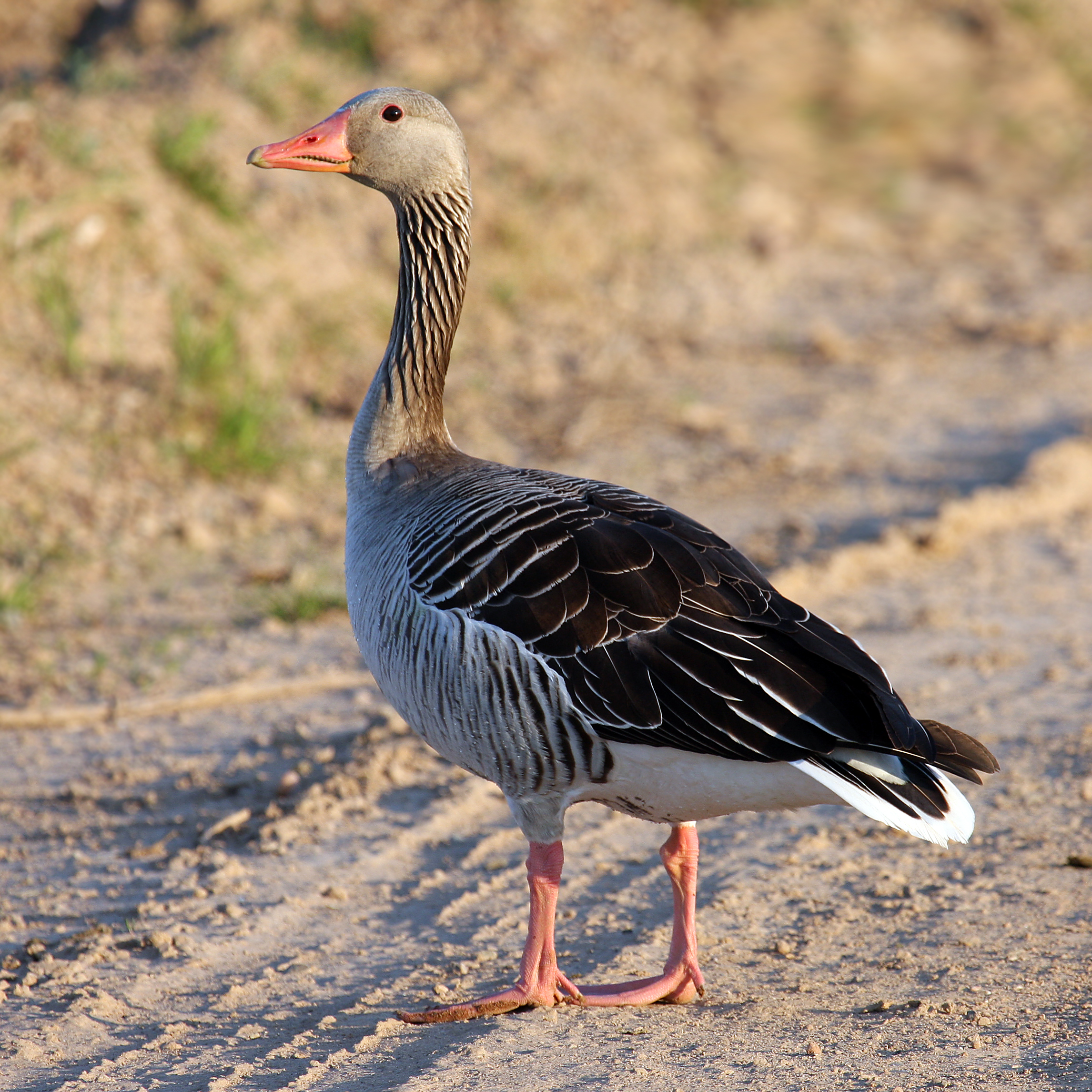
Ejemplar de Anser anser anser en Europa

El ánsar común es el más grande y robusto de los gansos del género Anser. Se caracteriza por su cuerpo voluminoso, su largo cuello y su pico grueso y de color naranja o rosado, mientras que sus patas son rosadas. Mide entre 74 y 91 cm de largo, con una longitud de alas de entre 41,2 y 48 cm, lo que le confiere una envergadura alar de entre 147 y 180 cm. Su cola mide entre 6,2 y 6,9 cm, su pico mide entre 6,4 y 6,9 cm de largo, y su tarsos entre 7,1 y 9,3 cm. Suele pesar entre 2,16 y 4,56 kg, con una media alrededor de 3,3 kg. Los machos suelen ser más grandes que las hembras, siendo el dimorfismo sexual más pronunciado en la subespecie oriental rubirostris, que además es más grande de media que la subespecie nominal.
Su plumaje es gris parduzco, con las alas, la cabeza y cuello más oscuros, y el pecho y vientre más claros, con motas negras variables, siendo su parte caudal inferior blanquecina. Su cuello está ligeramente rayado longitudinalmente. Las plumas de su dorso y flancos tienen el borde blanquecino y tiene una línea blanca en el flanco superior. Sus coberteras están ligeramente coloreadas en contraste con las plumas de vuelo negruzcas.
Muchos gansos recién nacidos están cubiertos por plumón de color pardo oliváceo en la parte superior y amarillento oscuro en la inferior, que posteriormente cambia a un plumón gris parduzco más uniforme. Su pico inicialmente es gris negruzco y se va volviendo amarillento. Sus patas son de color gris oliváceo. Los juveniles son algo más parduzcos, aunque se diferencian principalmente de los adultos por la falta de motas negras en el vientre. Los gansos comunes pueden llegar a vivir diecisiete años.
Su voz es muy fuerte, a modo de trompeteo de tipo hoooonk, igual que la de las ocas domésticas.

## Distribución y hábitat
Es un ganso de distribución paleártica e indomalaya. Habita en casi toda Europa y gran parte de Asia, en zonas costeras y humedales. Cría principalmente en el norte y este de Europa, extendiéndose su zona de cría por una franja que va desde Islandia, las islas británicas y las costas de Escandinavia y llega hasta el norte de China y la mitad sur del Krai de Jabárovsk, en el sureste de Rusia, pasando por Asia Central y Mongolia. En invierno migra al sur de Europa, oriente medio y el norte de la región indomalaya, además del extremo noroccidental de África (el norte de Marruecos, Túnez y Argelia). La mayor parte de los gansos de Europa pasan el invierno en las marismas del Guadalquivir, las lagunas de Villafáfila, el lago Ischkeul de Túnez y en el oeste de Argelia.
Los gansos domésticos se asilvestran con facilidad y han producido poblaciones estables en Australia.

## Taxonomía
La primera descripción científica de esta especie fue realizada por Carlos Linneo en su obra Systema naturae en 1758 con el mismo nombre que en la actualidad, Anser anser. Se reconocen tres subespecies:
- Anser anser anser - cría en el noroeste de Eurasia y pasa el invierno en el norte de África, España y resto de la Europa mediterránea e Irán;
- Anser anser rubrirostris - cría en el noreste de Eurasia y pasa el invierno en el sur de Asia;
- Anser anser domesticus - todas las variedades de ocas domésticas procedentes de Eurasia.

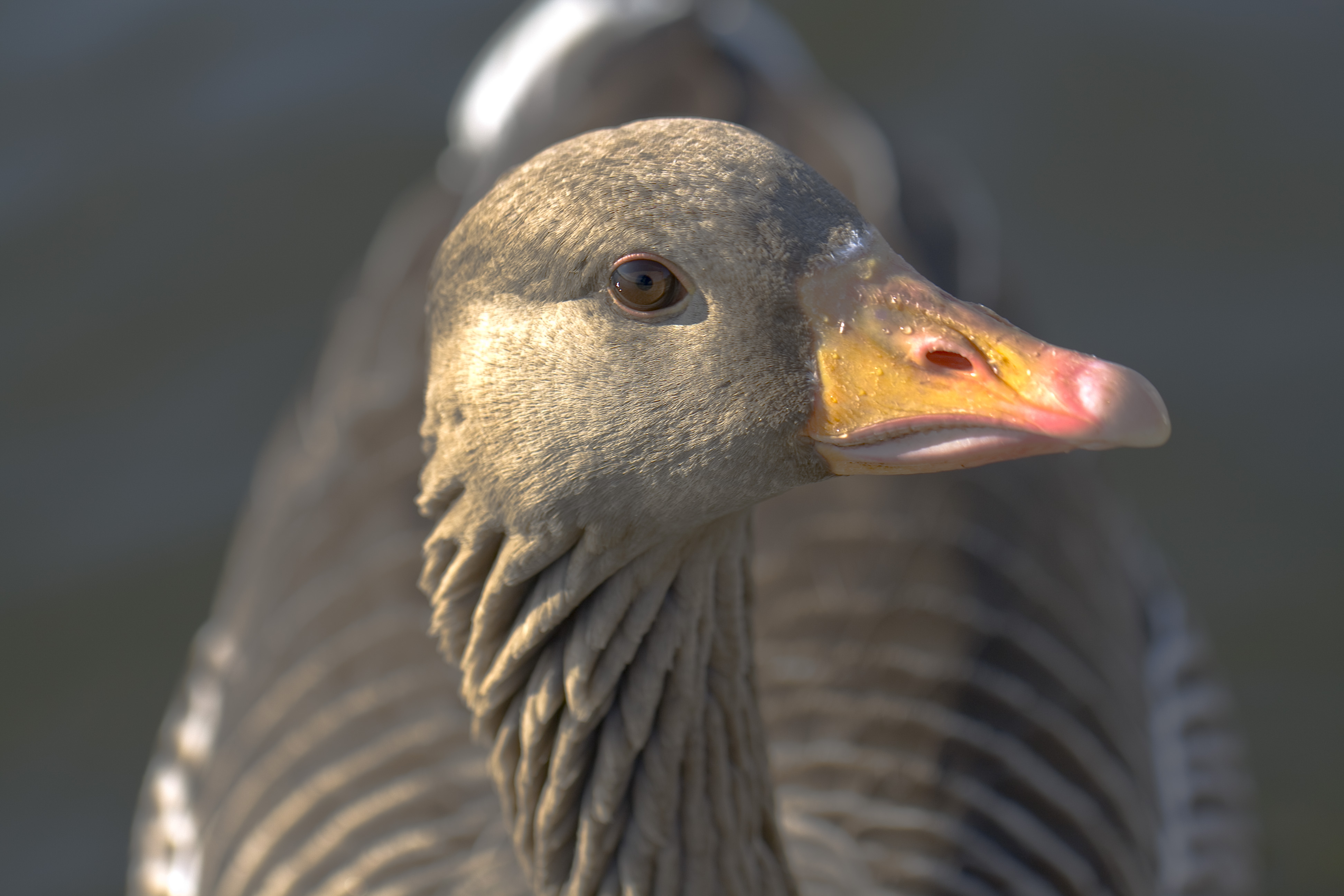
Detalle de la cabeza

## Comportamiento

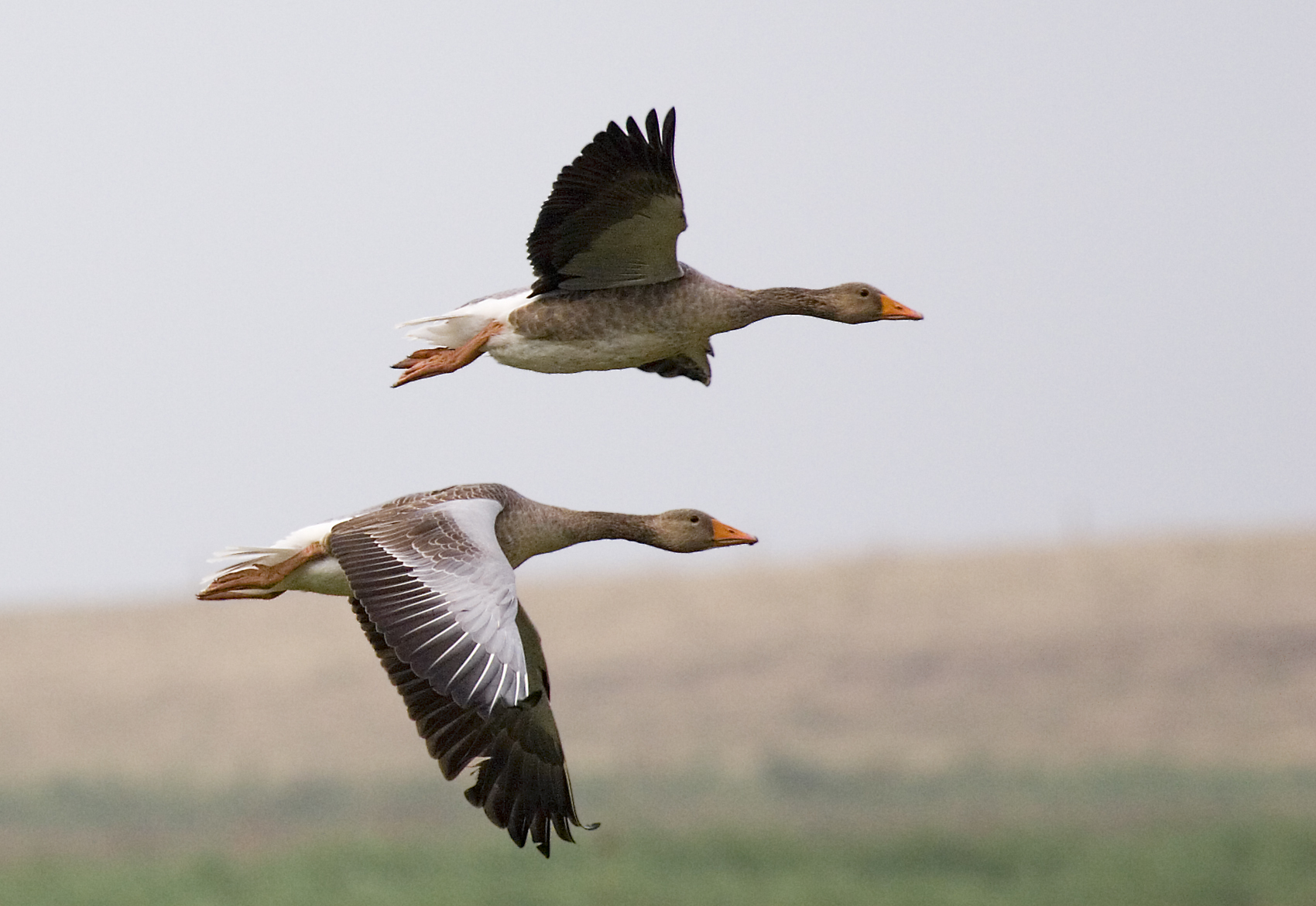
Son aves de vuelo enérgico y poderoso

Rutas de migración en Europa

Los gansos comunes pueden ser tanto diurnos como nocturnos. Si son perturbados con frecuencia accederán a sus zonas de alimentación solo por la noche. Los gansos comunes son aves migratorias que se desplazan hacia el sur o el suroeste en invierno, aunque existen poblaciones en zonas costeras o menos frías que son sedentarias, como las que crían en el noroeste de Europa. Esta especie es uno de los últimos gansos en emprender la migración invernal. Es característica de su migración la formación en V, que reduce la resistencia del aire, en la que los individuos se turnan en la posición de cabeza que es en la que más cuesta avanzar. Sus rutas migratorias no están marcadas genéticamente, sino que los individuos de cada población tienen que aprenderlas siguiendo a los veteranos. Fuera de la época de cría, los gansos forman grandes bandadas que permanecen juntas en los humedales y zonas de alimentación.

### Alimentación
Se alimentan pastando hierbas y brotes del suelo; a veces escarban buscando raíces y bulbos. También recolectan plantas flotantes, pero raramente sumergen su cabeza en el agua. En otoño suelen rebuscar entre los rastrojos de los campos de maíz y a finales de verano en los de cereales en busca de los energéticos granos. Por razones de seguridad prefieren pastar en lugares despejados, por eso los pastizales dedicados al ganado y los campos de labor son ideales para ellos.

### Reproducción

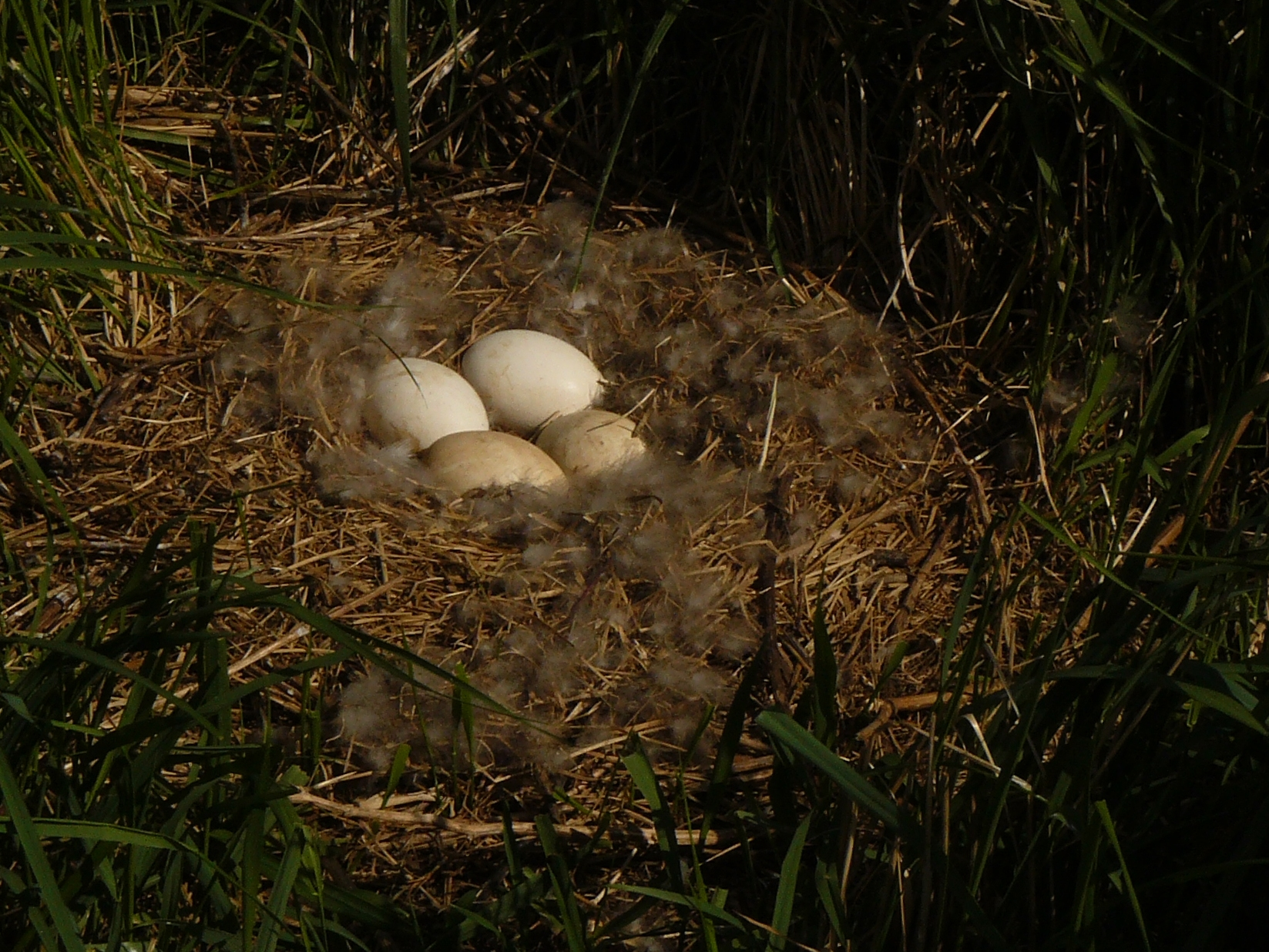
Nido de ánsar común

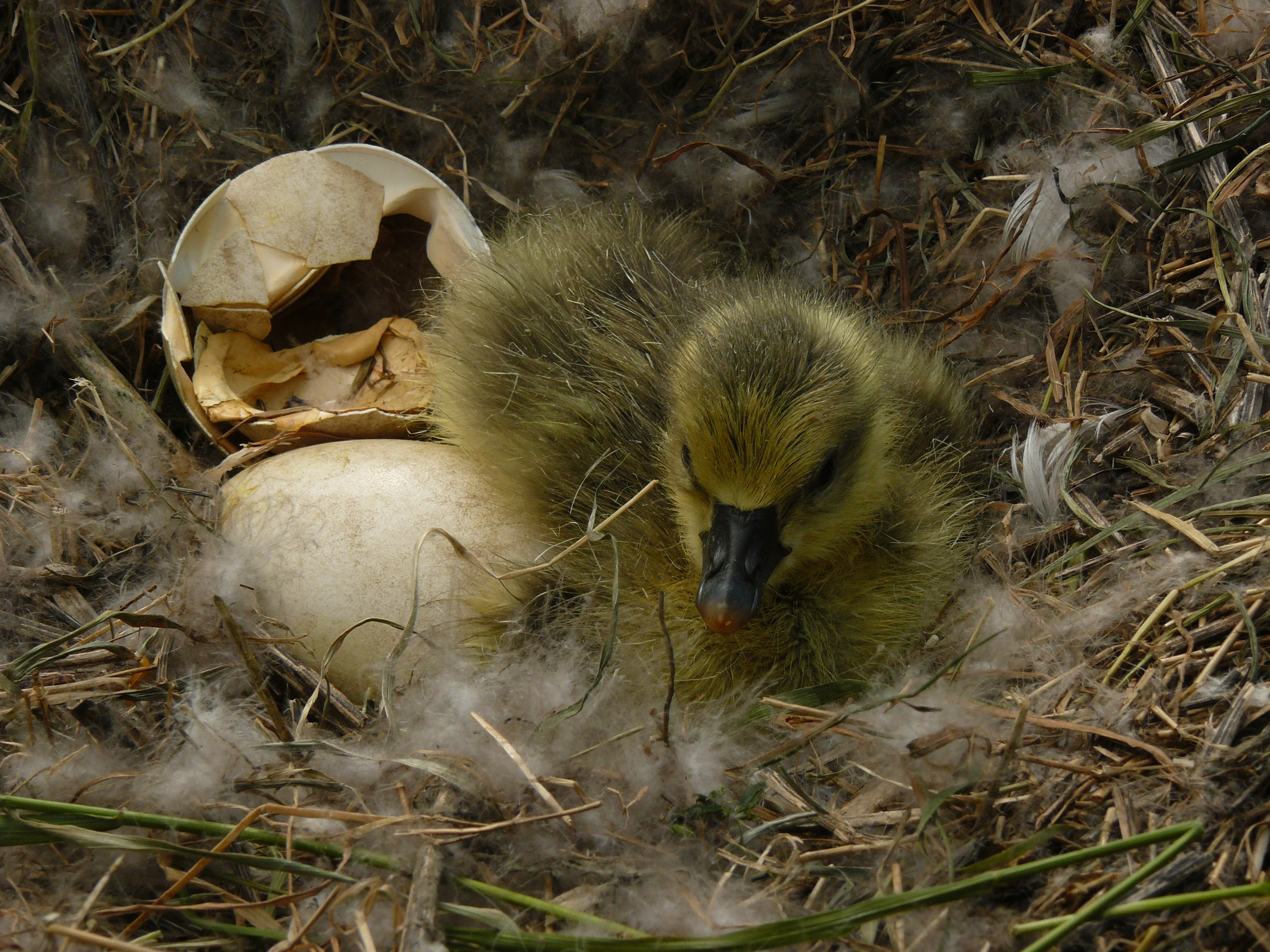
Gansito recién eclosionado

Los ánsares comunes por lo general se emparejan de por vida, pero si pierden a su pareja la reemplazarán por otra. Dependiendo de la ubicación, la época de cría empieza entre mediados de marzo y finales de abril. El lugar de nidificación preferido de los gansos grises son los lagos con amplias extensiones de cañaverales alrededor y prados adyacentes, que utilizan para alimentarse, aunque también pueden desplazarse lejos para pastar. Los ánsares comunes también pueden criar en los pantanos, marismas, las islas fluviales boscosas, ríos de corriente lenta y llanuras de inundación. Suelen reproducirse en colonias poco densas con gran distancia entre nidos.
Anidan en el suelo, en un hueco que tapizan parcialmente. Solo en las zonas muy húmedas los nidos se ubican sobre grandes acumulaciones de plantas palustres. Ponen de cuatro a seis huevos en una sola nidada por año, siendo las puestas desde finales de marzo a principios de junio. Sus huevos son blancos y de forma casi elíptica. Por lo general, cada huevo es puesto a intervalos de poco más de veinticuatro horas. La incubación la realiza solo la hembra, mientras que el macho se queda cerca del nido. La eclosión se produce tras unos veintisiete a veintinueve días, y los polluelos tardan en desarrollarse entre cincuenta y sesenta días. Generalmente los juveniles se quedan junto a sus padres hasta la siguiente época de cría y hacen juntos la migración.

## Gansos domésticos

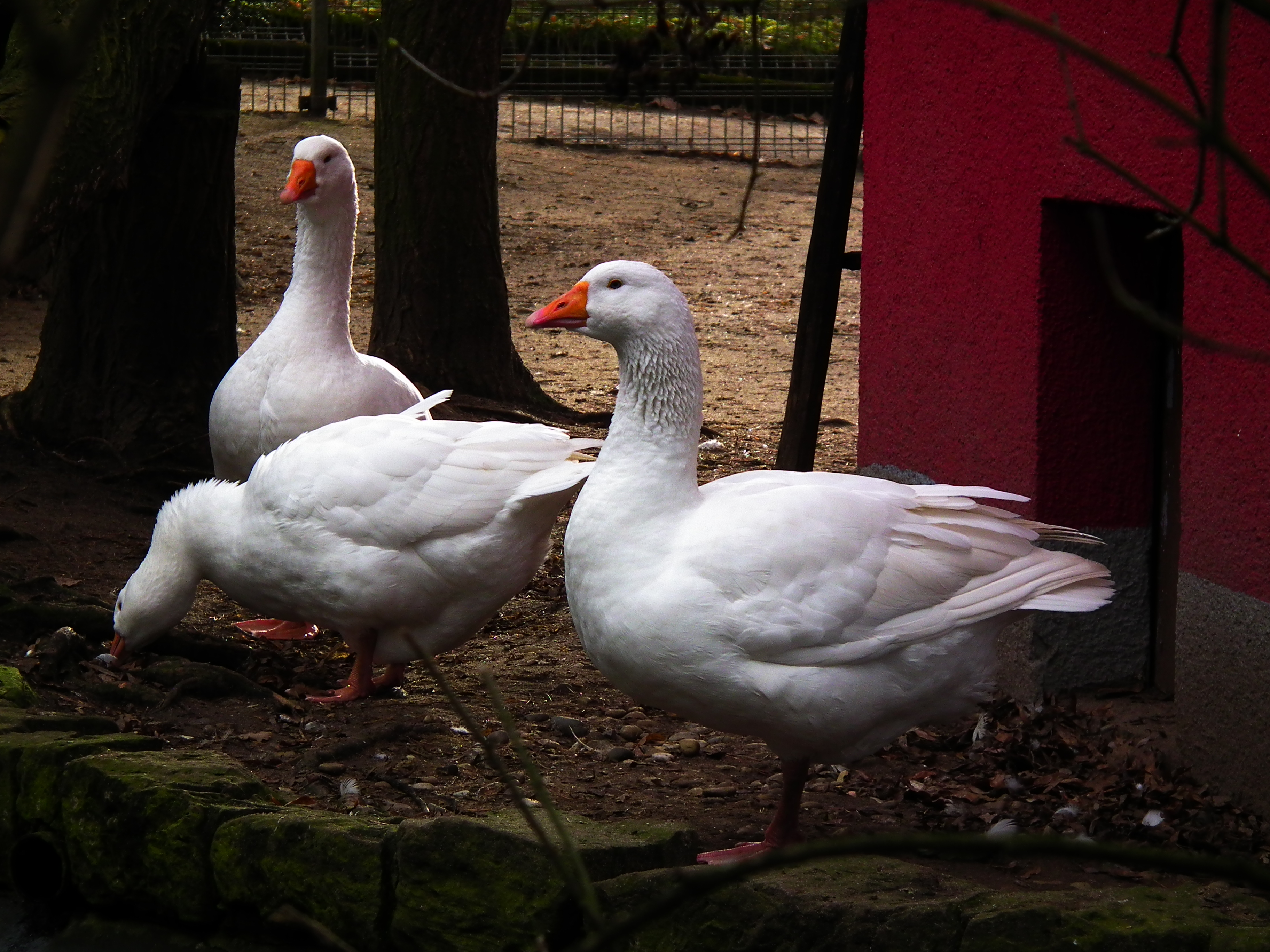
Gansos domésticos

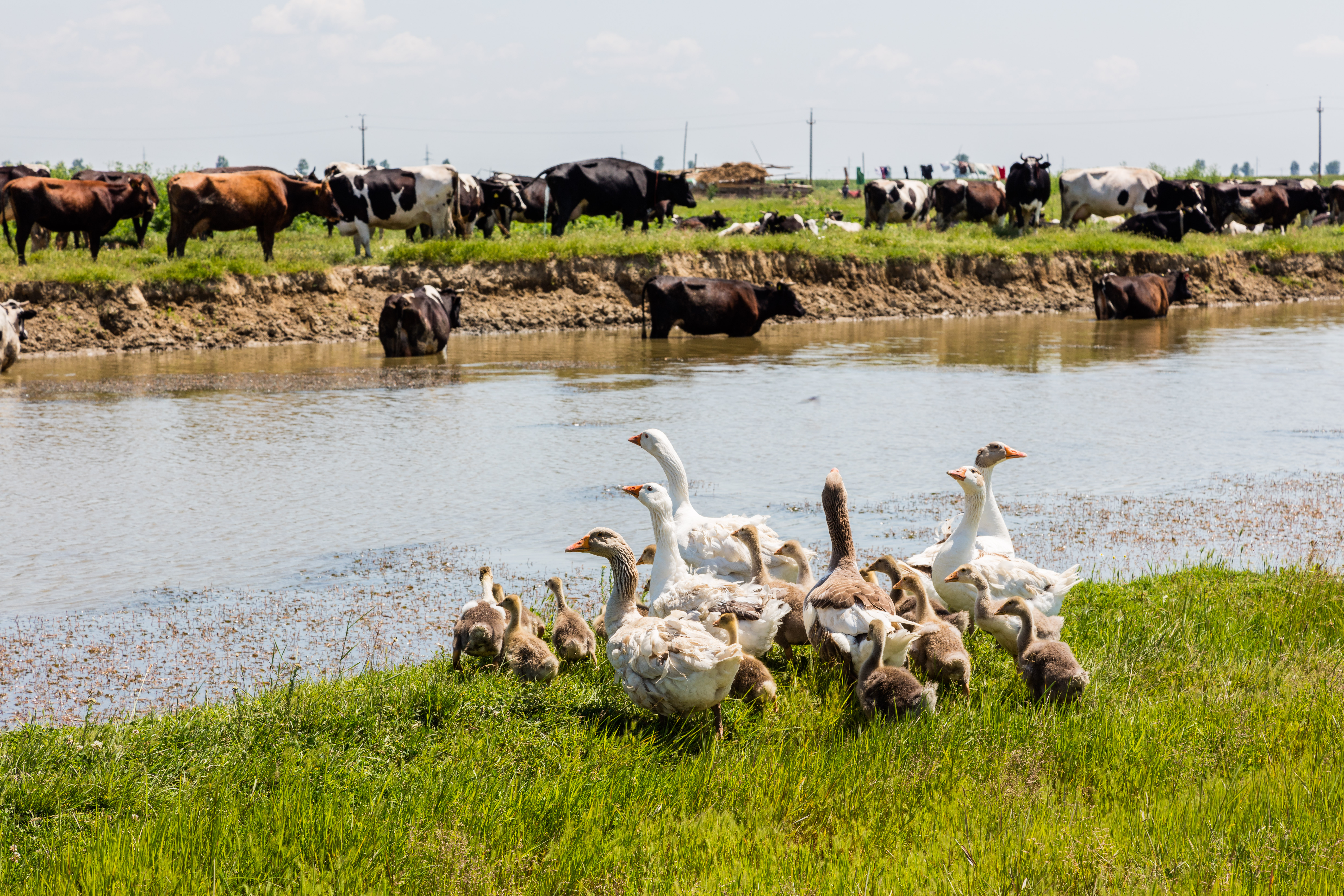
Gansos domésticos en Surdila Greci, Rumanía

Existen numerosas razas domésticas europeas que se crían como aves de corral, aunque todas se consideran pertenecientes a la subespecie Anser anser domesticus. Son criadas especialmente por su carne y para elaborar foie gras, aunque también se consumen sus huevos. También son usadas como aves ornamentales en estanques de parques y jardines. Entre las variedades domésticas destacan:
- el ganso de Toulouse o ganso de Tolosa, ave procedente de la cría selectiva del ganso común salvaje en Toulouse, Francia.
- la oca del Ampurdán, ave procedente de la cría selectiva del ganso común salvaje en el norte de Cataluña. Se caracteriza por ser blanca y poseer un característico copete sobre la cabeza.

Estas aves son reconocidas por su agresividad territorial en las granjas tanto con otras aves como con los humanos, y por eso las ocas han sido usadas tradicionalmente como animales guardianes en las granjas, que logran ser incluso más eficientes que un perro guardián alertando a sus dueños de la presencia de un intruso, debido a que están siempre alerta y organizan un gran alboroto de gritos y graznidos en cuanto detectan a un extraño.
Estos gansos domésticos también son aprovechados para consumo humano, principalmente sus huevos, su carne y su hígado con el cual se fabrica el preciado paté foie gras.

## Conservación
Desde sus tasas de población más bajas en la década de 1970, cuando la población silvestre total europea era de unos veinte mil ejemplares, la tendencia de su población ha sido aumentar, con aproximadamente ciento setenta mil ejemplares en los años 1980, hasta unos doscientos cincuenta mil gansos en 2003. Esto ha supuesto no solo que sus zonas tradicionales de reproducción hayan aumentado su densidad, sino que también se han expandido a zonas donde habían desaparecido, especialmente en Alemania y los Países Bajos.